# Lilla Snöån
Lilla Snöån is een plaats in de gemeente Smedjebacken in het landschap Dalarna en de provincie Dalarnas län in Zweden. De plaats heeft 51 inwoners (2005) en een oppervlakte van 17 hectare. De plaats ligt aan de strook water, dat de meren Saxen en Haggen met elkaar verbindt.